# Vapnö
Vapnö er en herregård i Halmstads kommun, Halland.

## Historie
Vapnö omtales i 1312 som tilhørende slægten Ribbing. Efter Peter Sigvidsson Ribbings død 1379 kom herregården til Vadstena kloster og fra dette 1409 ved mageskifte til ridderen Abraham Brodersson. Ved arveskiftet efter ham tilfaldt gården 1419 hans enke Cecilia Niclisdotter og hendes mand Bonde Jakobsson (Tott). Senere overtog den norske slægt Urup. I 1661 købte feltmarskallen Gustaf Otto Stenbock godset, som gik videre til sønnen Magnus Stenbock og dennes sønner, til det 1741 og 1751 erhvervedes af Georg Bogislaus Staël von Holstein. Han gjorde 1754 Wapnö til fideikommiss. Fideikommisset blev afviklet 1964. Godset blev byggnadsminne 1983. Den nuværende ejer er Erica Staël von Holstein.

## Avlsgård
Hovedvirksomheden i dag er dels jordbrug med mælkeproduktion i eget mejeri, dels restaurant og konferencevirksomhed. Landbruget er Sveriges største mælkeproducent  med næsten 1400 malkekøer . Ejendommen omfatter 1400 hektar produktiv landbrugsjord og 433 hektar skov  Produkterne sælges under navnet Wapnö.
Hvert år kommer mange tilskuere, når køerne slippes på græs .